# Рыбаков, Николай Ефремович
Никола́й Ефре́мович Рыбако́в (1918, Малая Сердоба, Саратовская губерния — 1984, Оренбург) — машинист экскаватора, Герой Социалистического Труда (1974).

## Биография
Родился в 1918 году в селе Малая Сердоба (ныне — Малосердобинского района Пензенской области) в семье крестьянина. Образование начальное.
После окончания курсов трактористов работал в колхозе «Смычка» Малосердобинского района. В 1938 году вступил в комсомол, был призван в Красную Армию. С 1942 года сражался на фронтах Великой Отечественной войны. С 1948 г. работал кочегаром на плавзаводе во Владивостоке, грузчиком в Алма-Ате, машинистом экскаватора в Галиче Костромской области.
С 1970 года жил в Оренбурге, работал в строительном управлении монтажных работ «Куйбышевгидрострой», а с 1978 г. — в строительном управлении «Оренбургэнергострой».
Звание Героя Социалистического Труда с вручением ордена Ленина и золотой медали «Серп и Молот» Н. Е. Рыбакову присвоено 11 декабря 1974 г. за выдающиеся успехи, достигнутые на строительстве первой очереди Оренбургского газового комплекса.
Скончался 10 сентября 1984 года. Похоронен на кладбищенском комплексе «Степной-1».

### Семья
Супруга — Рыбакова Валентина Андреевна.

## Награды
- золотая медаль «Серп и Молот» Героя Социалистического Труда и орден Ленина (1974).
- орден «Знак Почёта»
- медали:
  - «За победу над Германией в Великой Отечественной войне 1941—1945 гг.»
  - «За победу над Японией»
  - «За трудовую доблесть»